# ブギウギ ワンダー☆レビュー
『ブギウギ ワンダー☆レビュー』はスターダストレビューのミニ・アルバム。2022年10月19日に発売された。

## 解説
初期の代表楽曲をビッグバンド風にアレンジしてホーンセクションと共にリテイクしたセルフカバーミニアルバムである。初期の楽曲群が持つ「ブギウギ風」の懐かしい雰囲気と、ビッグバンドのゴージャスな音色が融合し、ジャズ風ポップスとして仕上げられている。
本作と同時に、2021年1月から2022年5月まで全国で102公演を行ったツアー「年中模索」～しばらくは、コール&ノーレスポンスで～が、Blu-ray・DVD・CD『スターダスト☆レビュー 40TH ANNIVERSARY年中模索～しばらくは、コール & ノーレスポンスで～』として発売された。

## 収録曲
1. シュガーはお年頃
  - 作詞：根本要/手島昭　作曲：根本要
  - 1枚目のシングル。
2. 噂のアーパー・ストリート
  - 作詞：手島昭/きないのりこ　作曲：根本要
  - 2枚目のアルバム『今宵はモダン・ボーイ』収録曲。
3. 銀座ネオン・パラダイス
  - 作詞：根本要/手島昭/きないのりこ　作曲：根本要
  - 2枚目のシングル。
4. 紅いハンカチ
  - 作詞：林紀勝　作曲：根本要
  - 2枚目のアルバム『今宵はモダン・ボーイ』収録曲。
5. What A Nite!
  - 作詞・作曲：三谷泰弘
  - 2枚目のアルバム『今宵はモダン・ボーイ』収録曲。